# Martyn Poliakoff
Giáo sư Martyn Poliakoff (born 1947) là một nhà hóa học Anh, hoạt động trong lĩnh vực hóa học cơ bản và hóa học môi trường. Đề tài nghiên cứu chủ yếu của ông là chất lưu siêu tới hạn , quang phổ hồng ngoại và laser. Ông hiện công tác tại Đại học Nottingham với chức danh Giáo sư Nghiên cứu. Nhóm nghiên cứu của ông bao gồm vài nhân viên, nghiên cứu sinh sau tiến sĩ, sinh viên sau đại học và các nhà nghiên cứu ở hải ngoại. Ngoài công tác nghiên cứu ở Đại học Nottingham, Poliakoff cũng là một giảng viên danh tiếng, giảng dạy nhiều môn học tỉ như hóa học xanh, một lãnh vực mà ông nghiên cứu.
Martyn Poliakoff sinh ra trong một gia đình người Do Thái. Cha ông - Alexander Poliakoff - là một người Do Thái sinh ra ở Nga còn mẹ ông - Ina - cũng là một người Do Thái với tên khai sinh là Montagu. Martyn Poliakoff có hai con và đều theo nghiệp khoa học như cha mình: Ellen Poliakoff làm giảng viên môn Tâm lý học ở Đại học Manchester và Simon Poliakoff là một giáo viên vật lý. Người em trai của ông, Stephen Poliakoff là một nhà biên kịch và đạo diễn nổi tiếng. Poliakoff cũng là người bạn thân lâu năm của Tony Judt và trên đoạn phim năm 2010 của chương trình The Periodic Table of Videos ông đã ca ngợi người bạn Judt của mình.
Martyn Poliakoff theo học tại Đại học của Đức Vua, Cambridge và tốt nghiệp Cử nhân Nghệ thuật vào năm 1969 và Tiến sĩ vào năm 1973 dưới sự hướng dẫn của J. J. Turner. Năm 1972 ông công tác tại Đại học Newcastle vào năm 1979 nhận chức vị Giảng viên của Đại học Nottingham. Ông được phong tặng Huân chương Đế quốc Anh hạng 3 trong dịp 2008 New Year Honours và là một thành viên của Hội đồng Cố vấn cho Chiến dịch Khoa học và Công nghệ. Vào tháng 5 năm 2011 ông được đề cử vào chức Thư ký Đối ngoại của Hội Hoàng gia.
Poliakoff cũng là người dẫn chương trình của chừng 300 đoạn phim ngắn phát trên YouTube của một chương trình mang tên là The Periodic Table of Videos. Đây là một chương trình về khoa học thường thức với mục đích giới thiệu và phổ biến tới đại chúng các đặc điểm của 118 nguyên tố hóa học trong Bảng tuần hoàn. Hiện nay chương trình cũng đã mở rộng sang việc miêu tả về đề tài phân tử và một số đề tài hóa học khác. Trong chương trình này, Poliakoff đã gây sự chú ý của báo giới khi tuyên bố rằng theo tính toán của ông, chiếc cúp FIFA World Cup không thể làm hoàn toàn bằng vàng nguyên khối vì nếu thế nó sẽ quá nặng và không thể giơ lên cao được.